# Joseph Karl, Conte Palatin de Sulzbach
Joseph Karl, Prinț Ereditar de Sulzbach (2 noiembrie 1694 – Oggersheim, 18 iulie 1729) a fost fiul cel mare al lui Theodore Eustace, Conte Palatin de Sulzbach. El a fost moștenitorul ducatului de Palatinat-Soulzbach de la naștere până la moartea sa.

## Biografie
La 2 mai 1717 Joseph Kael s-a căsătorit cu Elizabeth Augusta Sophie de Neuburg (1693–1728), fiica lui Karl al III-lea Philipp, o căsătorie menită să unească cele două linii și să prevină un alt război de succesiune. Toții fiii cuplului au murit în copilărie și au supraviețuit doar trei fiice. În 1728 Elizabeth Augusta a murit la naștere și Joseph Karl a murit anul următor la Oggersheim. Moștenire ducatului a trecut fratelui lui Joseph Karl, Johann Christian Joseph și a familiei acestuia.

### Copii
- Karl Philipp August von der Pfalz (1718–1724)
- Innocenza Maria, Pfalzgräfin von der Pfalz (1719–1719)
- Elizabeth Augusta de Sulzbach (1721–1794), căsătorită cu Karl Theodore, Elector de Bavaria
- Maria Anna, Pfalzgräfin von der Pfalz (1722–1790), căsătorită cu Clement, Duce de Bavaria și Conte Palatin
- Maria Francisca de Sulzbach (1724–1794), căsătorită Frederick Michael, al doilea fiu al lui Christian III, Duce de Zweibrücken
- Karl Philipp August, Pfalzgraf von der Pfalz (1725–1728)
- un fiu, Pfalzgraf von der Pfalz (1728–1728)